# 多裂紫菊
多裂紫菊（学名：Notoseris henryi）是菊科紫菊属的植物，为中国的特有植物。分布在中国大陆的四川、湖北、湖南、云南、贵州等地，生长于海拔1,325米至2,200米的地区，见于山坡林缘和林下，目前尚未由人工引种栽培。

## 别名
川滇盘果菊（中国高等植物图鉴）

## 异名
- Lactuca henryi Dunn
- Prenanthes henryi Dunn